# 颱風天鵝 (2015年)
| 太平洋颱風季             |
| 主題頁 - 專題 - 編輯指南 |

颱風天鵝 （英語：Typhoon Goni，國際編號：1515，聯合颱風警報中心：WP162015，菲律賓大氣地球物理和天文服務管理局：Ineng）是2015年太平洋颱風季第14個被命名的風暴。「天鵝」（고니）是由南韓所提供，是一種鴨科動物，雌雄同色，體形較大且脖頸修長，不同種喙的顏色有明顯的差異。
天鵝的生命史內經歷3次增強和減弱的過程，當中首次及最後一次加強均是快速增強。天鵝亦是2015年第9個達到香港天文台「超強颱風」分級的熱帶氣旋（按達到該強度的時間計算；若以形成的先後次序排列則為第8個），標誌著2015年風季已超越2013、2014年，成為該部門2009年採用新熱帶氣旋分級制，新增「強颱風」及「超強颱風」以來，最多超強颱風的風季。

## 發展過程

### 初期發展緩慢
2015年8月11日，一個低壓區在波納佩東北方海面上生成，美國海軍研究實驗室給予熱帶擾動編號97W。受到較強的垂直風切變影響，初時該低壓區組織鬆散、發展緩慢，聯合颱風警報中心在12日凌晨4時半對該系統在24小時內形成為熱帶氣旋的機會評為「低」，但要到翌日（13日）上午10時才提升為「中」。
該系統用上3日時間才成功整合，低層環流中心於14日漸變明顯。聯合颱風警報中心在當日凌晨1時半把上述評級提升為「高」，同時對該系統發佈熱帶氣旋形成警報。。之後日本氣象廳在凌晨3時把該低壓區升格為熱帶低氣壓，並隨即對其發出烈風警報，臺灣中央氣象局亦同步將該系統升格為熱帶性低氣壓。聯合颱風警報中心則在早上8時把該系統升格為熱帶低氣壓，並給予編號16W。泰國地球物理暨氣象部門在下午6時將其升格為熱帶風暴。該系統在副熱帶高壓脊南面的東風引導下，向西或西北偏西移動，但時快時慢。

### 爆發增強，首度高峰
8月15日凌晨2時，日本氣象廳把該系統升格為熱帶風暴，給予國際編號1515，並命名為天鵝。聯合颱風警報中心、南韓氣象廳及中國國家氣象中心亦同時升格，臺灣中央氣象局則將其升格為輕度颱風。隨著天鵝移入垂直風切變較弱的環境，天鵝的發展速度加快，強度開始穩步上揚，外圍雲帶進一步旋捲及包裹低層環流中心，形成中心密集雲團，當晚更出現「雲捲風眼」。日本氣象廳在翌日（16日）凌晨2時把天鵝升格為強烈熱帶風暴，中國國家氣象中心亦於凌晨5時跟隨。聯合颱風警報中心率先在下午2時把天鵝升格為颱風，而日本氣象廳在晚上11時跟隨升格。此外天鵝在晚上8時進入澳門地球物理暨氣象局的責任範圍，澳門氣象局將其強度評級為強烈熱帶風暴。
受惠於垂直風切變微弱、海水溫度高、低層輻合和高空輻散良好的優良環境，加上成功打開分別向赤道及極地的雙向流出通道，天鵝在8月17日爆發增強，中心密集雲團進一步鞏固，其「雲捲風眼」亦發展成「針眼」。這促使中國國家氣象中心及澳門地球物理暨氣象局在凌晨2時同步把天鵝升格為颱風，而中國國家氣象中心於6小時後更罕有地跳過「強颱風」級別，在早上8時把天鵝直接升格為超強颱風；而聯合颱風警報中心亦評定天鵝的接近中心最高持續風速達到115節（每小時215公里）。天鵝在當日下午6時45分進入香港天文台責任範圍，該部門把天鵝的強度評定為強颱風。由於副熱帶高壓脊增強，天鵝在17日繼續向西北偏西移動，並加速至每小時25公里。不過當晚天鵝捲入盤據在西北太平洋高空的乾空氣，使其結構受損，同時一個外眼壁在中心密集雲團內形成，令天鵝出現「雙重眼壁」結構，進入「眼壁更替週期」，中國國家氣象中心於晚上8時把天鵝降格為強颱風。

### 快速西移後滯留，再創巔峰
8月18日天鵝繼續抵抗乾空氣，同時在眼壁更替期間，內眼壁崩塌使風眼變得模糊不清，變為「雲塞風眼」；但縱使其所在海域的垂直風切變有所加強，仍被天鵝良好的極地方向流出抵銷，天鵝的組織因而免受進一步破壞，強度大致上得以維持。副熱帶高壓脊繼續向西伸展，令天鵝改向西移，並再加速至每小時28公里，向呂宋海峽長驅直進。此時各大數值預報模式及官方氣象部門對天鵝隨後3日的預測相當接近，都是西移至呂宋海峽一帶後，在西風槽形成和打擊副熱帶高壓脊，導致失去引導氣流的情況下減速移動；但之後的預測就出現較大分歧，雖以預計天鵝以內力急轉彎，於呂宋海峽內北上、在臺灣以東海域掠過為主流，但亦有從南向北橫掃臺灣的預測，原因是西風槽的強度及副熱帶高壓脊的減弱程度有變數。
天鵝在8月19日日間的強度變化仍不大，只是原先強勢的副熱帶高壓脊開始受到西風槽抑制，天鵝因而逐漸減速移動，以時速約18至22公里繼續西移；不過到了晚間，天鵝完成眼壁更替，並恢復增強，中國國家氣象中心在當晚8時把天鵝重新升格為超強颱風，而香港天文台亦緊隨其後，在晚上9時45分把天鵝升格為超強颱風，聯合颱風警報中心亦再度評估天鵝的中心風力達到每小時215公里；與此同時，天鵝亦進入越南中央水文氣象預報中心責任範圍，該部門把天鵝的強度評級為颱風。這時天鵝的風眼清空及明顯擴大，在衛星雲圖上清晰可見，然而臺灣中央氣象局對其評級依然維持在中度颱風上限，直至翌日（20日）早上8時才將天鵝升格為強烈颱風。而在當日各部門的預測路徑漸趨一致，預計天鵝轉向後橫過臺灣以東海域，隨後再改向東北移動及重新加速，行經琉球群島，並直撲日本，登陸臺灣本島的預測已不復見。中國國家氣象中心於晚上11時把天鵝降格為強颱風。此時西風槽繼續壓抑副熱帶高壓脊，天鵝移至該高壓脊的西南側後進入鞍形氣壓場並失去引導氣流，移速漸變緩慢，由18日的每小時28公里，一直減速至20日晚上的每小時8至10公里，21日凌晨更停滯不前。

### 重新爆發掠琉球，最後頂峰

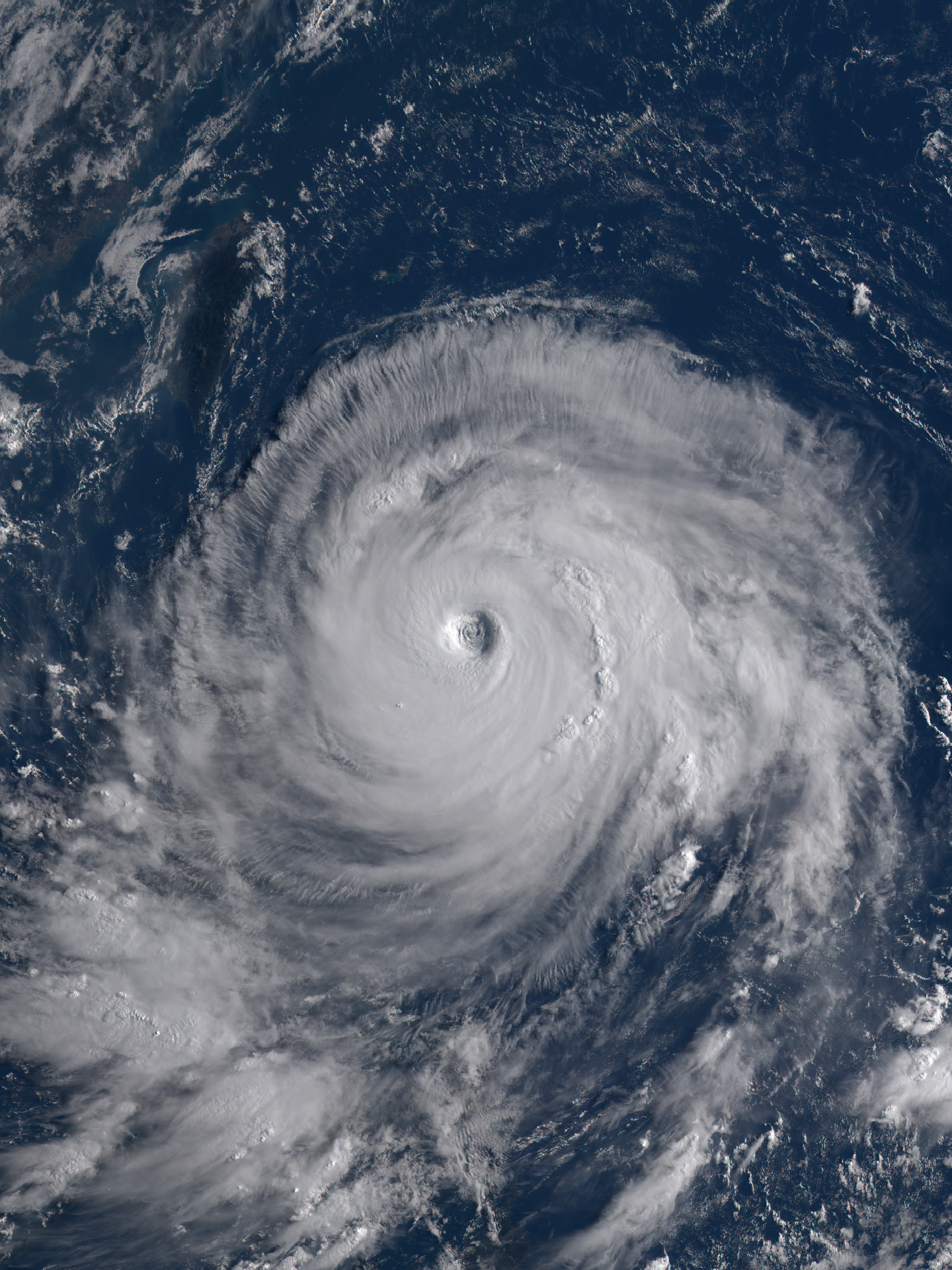
8月20日天鵝達到巔峰，風眼擴大、眼壁變得紮實。

8月21日上午天鵝仍位處鞍形氣壓場中，向西北偏西緩慢移動，下午至晚上更再次停留不動。天鵝附近的垂直風切變加強，使其北面環流受損，同時南面環流亦受到呂宋地形破壞，天鵝因而沒有像原先各部門預期般，在停滯不前之時進一步增強，反而轉趨減弱，風眼再次於衛星雲圖上變得模糊，而成為「雲塞風眼」；由於內力隨熱帶氣旋強度遞增，這亦導致天鵝的內力下降，天鵝因而未能以內力緩緩北上。香港天文台在凌晨3時半把天鵝降格為強颱風，而臺灣中央氣象局亦在早上8時半將天鵝降格為中度颱風。副熱帶高壓脊被西風槽持續打擊下減弱東退，同時赤道反氣旋在天鵝東南面的西北太平洋建立，與其相關的偏南氣流成為天鵝移動路徑的新主導，天鵝在22日午夜時份開始90度轉向，改向北至東北偏北移動，並恢復每小時12至14公里的移速，經過臺灣以東海域移向琉球群島。入夜後天鵝移速略為加快至時速16公里，但未能擺脫呂宋地形影響；另一方面，其西北面環流亦開始受臺灣中央山脈毀壞，這令香港天文台在當晚9時半把天鵝降格為颱風。
23日天鵝再次加速北移，以時速20至25公里逼近八重山群島，並出現環流緊縮，開始脫離呂宋及臺灣的地形影響，加上垂直風切變減弱，天鵝因而得到重新組織的機會。當日黃昏，就在天鵝即將橫過西表島之際，天鵝再次急劇增強，對流重新加深、風眼再度清空，於衛星雲圖及雷達回波圖上均顯而易見，驅使中國國家氣象中心和香港天文台分別在下午5時及6時半再度把天鵝升格為強颱風；而中國國家氣象中心更於短短3小時後，在當晚8時第三度把天鵝升格為超強颱風，香港天文台亦把天鵝的接近中心最高持續風速明顯上調至每小時175公里，接近強颱風上限（事後證實天鵝當時重新增強為超強颱風，與中國國家氣象中心的評估一致）；但此時之臺灣中央氣象局並未把天鵝的中心風力重新上調，而是維持在每秒40米，即每小時145公里。當日各部門把天鵝的預測向西調整，雖然都是預測天鵝在西風帶影響下，高速向東北至東北偏北移動，橫掃琉球群島及日本，然後移入日本海，但是登陸點已由原先的日本本州中部地方大幅修改為九州，部份預測甚至顯示天鵝會於掠過九州後再改向西北偏北移動，威脅朝鮮半島，原因是早前被西風槽擊退的副熱帶高壓脊北抬，於較高緯度重新建立。傍晚天鵝以偏東北路線橫過西表島，但強度繼續飆升，聯合颱風警報中心於翌日（24日）早上把天鵝的中心風力評估為每小時220公里。

### 轉向東北掠日本海
在赤道反氣旋支配下，與其相關的西南季候風引導天鵝在24日高速向東北移動，時速30至40公里，橫越東海，路徑直指日本九州一帶。各部門仍預期天鵝移入日本海後會受副熱帶高壓脊影響再度轉向，然而對轉向幅度則有分歧和搖擺不定，預測路徑與朝鮮半島的距離不斷改變；惟一肯定的是，天鵝屆時將會受到冷空氣入侵，暖心結構被毀而開始轉化為溫帶氣旋。天鵝在8月25日凌晨3時於日本鹿兒島縣阿久根市附近登陸，1小時後再於熊本縣宇城市附近登陸，再隔1小時後又再於荒尾市附近登陸。香港天文台在早上7時45分把天鵝再次降格為颱風；中國國家氣象中心則先在凌晨2時把天鵝再度降格為強颱風，後於上午11時把天鵝降格為颱風，此時天鵝已經移入日本海，繼續向東北至東北偏北移動。受到西風帶的強烈垂直風切變影響，天鵝橫過日本後不久便迅速而顯著地減弱，結構嚴重損毀，原先紮實的對流被切離及削弱，中心密集雲團變薄和開始崩解，低層環流中心更已局部外露，因此澳門地球物理暨氣象局於晚上8時把天鵝降格為強烈熱帶風暴，更在翌日（26日）凌晨2時進一步把天鵝降格為熱帶風暴。同時聯合颱風警報中心亦在25日晚上8時把天鵝降格為熱帶風暴，同時對其發佈最後警告。日本氣象廳亦跟隨在晚上8時45分把天鵝降格為強烈熱帶風暴，更在短短3小時後，於晚上11時45分進一步把天鵝降格為熱帶風暴。由於天鵝在傍晚移離香港天文台的責任範圍，該部門在晚上7時45分停止對天鵝的發佈。
天鵝在26日繼續橫越日本海，並發展出鋒面，顯示天鵝已開展轉化過程；而天鵝的深層對流被切離至系統北面，低層環流中心雖仍完好無缺，但於衛星雲圖下完全暴露，失去深層對流的保護。中國國家氣象中心在凌晨2時把天鵝降格為強熱帶風暴，後於晚上8時把天鵝降格為熱帶風暴；日本氣象廳在凌晨5時45分表示天鵝已轉化為溫帶氣旋。天鵝移入日本海後，移速再度放緩至每小時20公里以下，移向俄羅斯和中國東北地區。中國國家氣象中心表示天鵝在27日凌晨3時登陸俄羅斯遠東聯邦管區濱海邊疆區納霍德卡，5小時後（早上8時）再進入黑龍江省牡丹江市東寧縣，最後於上午11時對其停止編號。不過天鵝轉化而成的溫帶氣旋登陸一整日後仍大致維持強度，衞星雲圖上可見天鵝的殘餘系統在28日仍保持明顯螺旋性，並緩緩西移，在黑龍江省內徘徊，雖然只餘下淺層對流，但是低層環流中心仍大致完整。最終天鵝於29日在水汽供應斷絕及陸地持續摩擦的情況下，逐漸減弱消散。

## 影響

### 菲律賓
當地發出之最高風暴信號：三號風暴信號
隨著天鵝改向西移，並迅速接近呂宋海峽，菲律賓大氣地球物理和天文服務管理局在8月18日晚上11時正發出一號風暴信號。因應天鵝持續逼近呂宋，當局在翌日（19日）上午11時正發出二號風暴信號。雖然之後天鵝減速移動，但是已相當接近呂宋，當地風勢顯著增強，天氣亦明顯轉壞，吹烈風至暴風程度西南風，並有狂風暴雨，當局在20日上午11時正發出三號風暴信號。在菲律賓的本格特省伊托貢，有2名建築工人被山泥傾瀉活埋而死。近400人因洪水侵襲鄉鎮而遷移到避難所。
惡劣天氣持續3日之久，隨著天鵝改向東北偏北移動，逐漸遠離呂宋，當地風勢開始緩和，當局在23日凌晨5時正解除三號風暴信號，6小時後於上午11時正解除二號風暴信號，再於當日下午5時解除所有風暴信號。風暴造成最少14死11傷，另有3人失蹤。

### 臺灣
當地發布之最高熱帶氣旋警特報：海上颱風警報
| 彭佳嶼 · 13.5 m/s板橋 · 5.7 m/s鞍部 · 9.4 m/s竹子湖 · 3.5 m/s淡水 · 4.3 m/s基隆 · 9.7 m/s臺北 · 5.8 m/s新屋 · 13.2 m/s新竹 · 6.5 m/s宜蘭 · 6.7 m/s蘇澳 · 7.2 m/s花蓮 · 7.1 m/s成功（新港） · 7.6 m/s臺東 · 6 m/s大武 · 7.7 m/s蘭嶼 · 20.6 m/s臺中 · 3.8 m/s梧棲 · 11.4 m/s日月潭 · 5.1 m/s阿里山 · 4.2 m/s嘉義 · 6.3 m/s玉山 · 13 m/s臺南 · 8.8 m/s高雄 · 7.5 m/s恆春 · 7.6 m/s澎湖 · 8.2 m/s東吉島 · 15 m/s金門 · 5.5 m/s馬祖 · 6.4 m/s 中華民國交通部中央氣象署署屬氣象測站測得最大持續風力。圖例： · 測得5級風或以下 · 測得6至7級風 · 測得8至9級風 | 彭佳嶼 · 23.9 m/s板橋 · 12.5 m/s鞍部 · 20.9 m/s竹子湖 · 17.4 m/s淡水 · 15 m/s基隆 · 18.4 m/s臺北 · 15.1 m/s新屋 · 21.7 m/s新竹 · 17.4 m/s宜蘭 · 13.4 m/s蘇澳 · 19.7 m/s花蓮 · 17.7 m/s成功（新港） · 17.9 m/s臺東 · 14.5 m/s大武 · 18.9 m/s蘭嶼 · 41.8 m/s臺中 · 11.4 m/s梧棲 · 22.1 m/s日月潭 · 10.7 m/s阿里山 · 11 m/s嘉義 · 15.1 m/s玉山 · 25.9 m/s臺南 · 18.2 m/s高雄 · 18 m/s恆春 · 19 m/s澎湖 · 16.3 m/s東吉島 · 21.2 m/s金門 · 16.4 m/s馬祖 · 14.2 m/s 中華民國交通部中央氣象署署屬氣象測站測得最大陣風。圖例： · 測得5級風或以下 · 測得6至7級風 · 測得8至9級風 · 測得10至11級風 · 測得12至15級風 |

由於天鵝為一成熟颱風，且將對臺灣構成威脅，8月20日下午5時30分，當天鵝位於鵝鑾鼻之東南方約490公里時，交通部中央氣象局針對巴士海峽及臺灣東南部海面發布海上颱風警報。當日有1700名觀光客從綠島與蘭嶼撤離。8月21日天鵝緩慢移動，但其外圍雨帶已開始影響臺灣本島，恆春半島、臺東縣、花蓮縣率先受影響，天氣轉壞並有狂風大雨，海邊亦翻起大浪，其中蘭嶼測得陣風達14級。氣象局對整個東臺灣、北臺灣、恆春半島，以及多個中臺灣縣市個別發布大雨、豪雨特報，並把海上颱風警報的警戒範圍擴展至臺灣東北部海面，翌日（22日）更隨著天鵝開始北移，進一步擴大至臺灣北部海域。下午2時30分，當天鵝位於鵝鑾鼻之東南方約230公里時，最接近臺灣本島。23日上午，天鵝持續往偏北方向移動，多處地區有豪大雨發生。之後天鵝改採偏東北方向行進，開始遠離臺灣，加上環流緊縮，對臺灣的威脅減少。晚上8時30分，當天鵝移至臺北之東南東約270公里時，中央氣象局解除颱風警報。氣象局同時提醒民眾，臺灣各沿海地區仍有長浪，附近各海面風浪仍大，同時大雨特報仍持續發布。整體而言，天鵝對臺灣的影響相當輕微。

### 中国大陆
當地發佈之最高颱風預警信號： 颱風藍色預警信號
雖然天鵝路徑不對中國大陸構成直接威脅，但是天鵝為一成熟颱風，其外圍雨帶可能影響中國東南部沿岸，中國國家氣象中心在8月20日下午6時正發佈颱風藍色預警信號。但由於天鵝停滯及轉向，加上環流縮小，最終天鵝未有為中國東南部沿岸帶來強風及惡劣天氣。國家氣象中心在25日早上6時解除所有颱風預警信號。氣象台表示，受「天鵝」殘餘雲系影響，8月27日下午2時至28日下午2時，黑龙江中部和南部、吉林省大部、辽宁省东北部和內蒙古東南部的部份地區有持續6至7級，陣風8至9級的大風。黑龍江南部、吉林中部、遼寧北部等地的部分地區有大雨，局部暴雨（50-80毫米）。

### 日本
當地發布之最高風力警報：暴风警报
天鵝於8月23日逼近八重山群島，當地初時吹東北颶風，伴隨頻密狂風暴雨。其風眼在黃昏先後橫過波照間島及西表島，該兩島於風眼過境時變得平靜，甚至出現短暫日照；之後轉吹西南颶風，狂風暴雨重現。隨後天鵝於24日在沖繩島之西北面掠過，25日凌晨5時於熊本縣宇城市附近登陸，早上6時在荒尾市一帶再度登陸，登陸時風速達每小時150公里。天鵝是自1999年颱風巴特以來首個登陸熊本縣的熱帶氣旋。天鵝為九州帶來颶風程度旋風及惡劣天氣，多處地區每小時雨量過百毫米。有建築物外牆被摧毀，甚至半邊房屋倒塌，亦有廣告牌、樹木、電線桿倒塌，九州近50萬戶停電，超過50人受傷。

#### 統計
以下為8月23日至27日出現較大雨量的地區及雨量紀錄（*為打破當地8月最高雨量紀錄）：
| 排行 | 地點           | 觀測值（mm） |
| ---- | -------------- | ------------ |
| 1    | 三重縣宮川     | 681.5        |
| 2    | 三重縣尾鷲市   | 544          |
| 3    | 奈良縣下北山村 | 355.5        |
| 4    | 三重縣粥見     | 352.5        |
| 5    | 沖繩縣石垣島   | 342.5*       |
| 6    | 三重縣御濱町   | 321          |
| 7    | 宮崎縣蝦野市   | 300.5        |
| 8    | 長崎縣雲仙岳   | 297          |
| 9    | 鹿兒島縣田代   | 286          |
| 10   | 沖繩縣盛山     | 282.5        |

以下為出現最高持續風速的地區及時間：
| 排行 | 地點           | 觀測值（m/s） | 風向     | 時間         | 備註                                     |
| ---- | -------------- | ------------- | -------- | ------------ | ---------------------------------------- |
| 1    | 沖繩縣石垣島   | 47.9          | 西南     | 8月23日22:21 | 打破當地8月風速紀錄                      |
| 2    | 沖繩縣盛山     | 44.9          | 西南     | 8月23日22:51 | 2013年開始運作                           |
| 3    | 沖繩縣北原     | 40.7          | 南       | 8月24日10:21 | 打破當地8月風速紀錄                      |
| 4    | 沖繩縣大原     | 38.8          | 東       | 8月23日17:24 | 打破當地8月風速紀錄                      |
| 5    | 沖繩縣伊原間   | 37.4          | 西南     | 8月24日00:00 | 打破於2006年颱風珊珊吹襲時創下的最高紀錄 |
| 6    | 沖繩縣仲筋     | 35.1          | 南       | 8月24日00:21 | 打破當地8月風速紀錄                      |
| 7    | 沖繩縣波照間島 | 34.9          | 東       | 8月23日15:56 | 打破當地8月風速紀錄                      |
| 8    | 沖繩縣志多阿原 | 34.7          | 西       | 8月23日19:05 | 打破當地8月風速紀錄                      |
| 9    | 沖繩縣下地島   | 32.5          | 南       | 8月23日02:44 |                                          |
| 10   | 沖繩縣西表島   | 32.2          | 東北     | 8月23日18:17 |                                          |
| 10   | 鹿兒島縣枕崎市 | 32.2          | 東南偏南 | 8月25日02:27 |                                          |

以下為出現最大陣風的地區及時間：
| 排行 | 地點           | 觀測值（m/s） | 風向     | 時間         | 備註                                   |
| ---- | -------------- | ------------- | -------- | ------------ | -------------------------------------- |
| 1    | 沖繩縣石垣島   | 71            | 西南偏南 | 8月23日21:16 | 打破1977年颱風薇拉吹襲時創下的最高紀錄 |
| 2    | 沖繩縣盛山     | 67.4          | 西南偏南 | 8月23日22:18 | 2013年開始運作                         |
| 3    | 沖繩縣大原     | 58.9          | 東       | 8月23日17:17 |                                        |
| 4    | 沖繩縣波照間島 | 56.1          | 東       | 8月23日15:56 |                                        |
| 5    | 沖繩縣伊原間   | 54.6          | 西南     | 8月23日23:47 |                                        |
| 6    | 沖繩縣西表島   | 54.1          | 東北偏東 | 8月23日19:08 |                                        |
| 7    | 沖繩縣北原     | 54            | 南       | 8月24日10:07 |                                        |
| 8    | 沖繩縣志多阿原 | 50.9          | 西南偏西 | 8月23日18:50 |                                        |
| 9    | 沖繩縣久米島   | 47.8          | 南       | 8月24日10:27 |                                        |
| 10   | 鹿兒島縣枕崎市 | 45.9          | 東南偏南 | 8月25日02:23 |                                        |

## 熱帶氣旋警告使用紀錄

### 菲律賓
| 菲律賓大氣地球物理和天文服務管理局 風暴信號 | 菲律賓大氣地球物理和天文服務管理局 風暴信號 | 菲律賓大氣地球物理和天文服務管理局 風暴信號 |
| ------------------------------------------- | ------------------------------------------- | ------------------------------------------- |
| 上一熱帶氣旋                                | 一號風暴信號                                | 下一熱帶氣旋                                |
| 颱風蘇迪羅                                  | 一號風暴信號                                | 颱風杜鵑                                    |
| 颱風蘇迪羅                                  | 二號風暴信號                                | 颱風彩虹                                    |
| 颱風紅霞                                    | 三號風暴信號                                | 颱風巨爵                                    |

### 中国大陆
| 中國國家氣象中心 颱風預警信號 | 中國國家氣象中心 颱風預警信號 | 中國國家氣象中心 颱風預警信號 |
| ----------------------------- | ----------------------------- | ----------------------------- |
| 上一熱帶氣旋                  | 颱風藍色預警信號              | 下一熱帶氣旋                  |
| 超強颱風蘇迪羅                | 颱風藍色預警信號              | 熱帶風暴環高                  |

### 臺灣
| 交通部中央氣象局 颱風警報 | 交通部中央氣象局 颱風警報 | 交通部中央氣象局 颱風警報 |
| ------------------------- | ------------------------- | ------------------------- |
| 上一熱帶氣旋              | 海上颱風警報              | 下一熱帶氣旋              |
| 強烈颱風蘇迪勒            | 海上颱風警報              | 強烈颱風杜鵑              |

## 釋義
1. ↑  當有2種以上全球預報模式表示某低壓區將於未來48小時內發展為熱帶氣旋，聯合颱風警報中心則將該系統之熱帶氣旋形成機會評級為「低」。除非環境異常優良，否則該系統在24小時內發展為熱帶氣旋的機會甚微。[3]
2. ↑  當有3種以上全球預報模式表示一低壓區將於未來48小時內發展為熱帶氣旋，聯合颱風警報中心則將該系統之熱帶氣旋形成機會評級為「中」。一般而言，即使發展機會增大，系統過了24小時之後發展成熱帶氣旋的機會才較高；但如果環境良好，系統亦可以在24小時內形成熱帶氣旋。[3]
3. ↑  當有3種以上全球預報模式表示一低壓區將於未來24小時內發展為熱帶氣旋，聯合颱風警報中心則將該系統之熱帶氣旋形成機會評級為「高」的評級，並同步發出熱帶氣旋形成警報。此時該系統於24小時之內形成熱帶氣旋的機會極高，若氣象因素特別有利，該系統更可於6小時內增強為熱帶低氣壓。[3]
4. ↑  前兩位為當年公元紀年末二碼（2015），後兩位代表天鵝是當年被日本氣象廳第15個評級為熱帶風暴的熱帶氣旋。
5. ↑  低壓系統位於兩個高壓系統之間的地區稱為鞍形氣壓場（或稱氣壓鞍、變形場）。鞍型場的出現正是氣壓高低的相對關係，由於氣壓兩側較高而中間凹入處較四周低，以鞍形作為比喻，故以此為名。當熱帶氣旋位於鞍形場中時，因缺乏明顯的引導氣流，熱帶氣旋將會變得移動緩慢甚至停滯不前，且路徑不規則。由於兩個高壓系統皆有引導熱帶氣旋移動的可能性，這使得熱帶氣旋未來行進方向變化多端，因此預測難度較大。鞍形場最常見例子是副熱帶高壓出現弱點時，弱點凹入成鞍形場，凹處有氣流輻合及正渦度環流，形成低壓系統。而弱熱帶擾動在此場則得到適當渦度而可能得以加強。[5][6]

## 外部連結
- （日語）日本氣象廳：1515最佳路徑數據 （页面存档备份，存于）、2015年熱帶氣旋最佳路徑（數據 （页面存档备份，存于）、路徑圖 （页面存档备份，存于））
- （英文）美國聯合颱風警報中心：16W最佳路徑數據 （页面存档备份，存于）、颱風天鵝最佳路徑圖
- （简体中文）中國國家氣象中心：2015年熱帶氣旋最佳路徑數據
- （繁體中文）中華民國交通部中央氣象局：侵臺颱風資料庫——強烈颱風天鵝、天鵝最佳路徑圖
- （繁體中文）香港天文台：2015年8月熱帶氣旋概述 （页面存档备份，存于）、《2015熱帶氣旋年刊》（有待公佈）、實時天氣稿（8月17日 （页面存档备份，存于）－18日 （页面存档备份，存于）－19日 （页面存档备份，存于）－20日 （页面存档备份，存于）－21日 （页面存档备份，存于）－22日 （页面存档备份，存于）－23日 （页面存档备份，存于）－24日 （页面存档备份，存于）－25日 （页面存档备份，存于））
- （英文）菲律賓大氣地球物理和天文管理局：2015年熱帶氣旋年報 （页面存档备份，存于）